# Pre-electorale stilte
Een pre-electorale stilte is een campagnestop die in bepaalde landen voorafgaand aan verkiezingen verplicht in acht genomen dient te worden. De reden hiervoor is dat de kiezer direct voor de stembusgang ongestoord zijn beslissing moet kunnen maken, zonder daarbij beïnvloed te worden door verkiezingscampagnes van de verschillende partijen of kandidaten. 
In sommige landen is het niet alleen verboden campagne te voeren, maar mogen bijvoorbeeld de media ook geen verslag doen over de aanstaande verkiezingen of mogen er geen opiniepeilingen uit worden gevoerd. Ook gaat de campagnestop soms gepaard met andere verboden, zoals het dragen van wapens en vlaggen voor en tijdens de verkiezingen, of het schenken van alcohol op de verkiezingsdag. Er zijn ook landen waar de pre-electorale stilte niet bij wet is vastgelegd, maar toch gebruikelijk is door een herenakkoord tussen de verschillende partijen.
In het Nederlands, net als in het Engels, bestaat er geen vaste term om dit principe aan te duiden, omdat Nederlands- en Engelstalige democratieën een dergelijke stilte niet kennen. In België bestaat er wel een zogenaamde sperperiode vanaf vier maanden voor de verkiezingen. In die periode zijn overheidscommunicatie en verkiezingsuitgaven aan strengere regels onderworpen.

## Pre-electorale stiltes in de wereld
Landen met wettelijk verplichte pre-electorale stiltes zijn bijvoorbeeld:
- Bosnië en Herzegovina, vanaf 24 uur voor het openen van de stemlokalen.
- Filipijnen, vanaf 0:00 uur de voorgaande dag.
- Hongarije, vanaf 0:00 uur de voorgaande dag.
- Kroatië, vanaf 0:00 uur de voorgaande dag.
- Montenegro, 48 uur voor het openen van de stemlokalen.
- Noord-Macedonië, vanaf 0:00 uur de voorgaande dag.
- Polen, vanaf 0:00 uur de voorgaande dag, ook geldig voor volksraadplegingen.
- Rusland, vanaf 24 uur van tevoren
- Servië
- Singapore, 24 uur van tevoren, cooling-off day ('afkoeldag') genaamd, ingevoerd in 2011.
- Slovenië, vanaf 0:00 uur de voorgaande dag.
- Spanje, vanaf 0:00 uur de voorgaande dag, genaamd jornada de reflexión, 'dag van bezinning', geldig voor alle verkiezingen en referenda.

In Argentinië is het niet expliciet verboden campagne te voeren, maar wel is het er verboden 48 uur voor de verkiezingen opiniepeilingen uit te voeren of de resultaten daarvan te publiceren, pogingen doen tot bekeren en alcohol te schenken. Vanaf twaalf uur van tevoren is het er verboden wapens en vlaggen te dragen en tijdens de verkiezingen mogen er geen bijeenkomsten worden georganiseerd. Dat geldt zowel voor politieke bijeenkomsten, als voor theatervoorstellingen en sportbijeenkomsten.
In het Verenigd Koninkrijk geldt voor overheden (echter niet voor de media) een verbod van 6 weken op alle communicatie die het stemgedrag van de kiezer zou kunnen beïnvloeden. Tijdens deze periode moeten de instanties waarvoor nieuwe leden verkozen worden zich beperken tot algemene informatieverstrekking, die geen van de kandidaten of partijen in een gunstig of ongunstig licht kan stellen. Dit staat bekend als purdah.